# 守田敏也
守田 敏也（もりた としや、1959年 - ）は、日本のフリーライター。

## 来歴・人物
同志社大学社会的共通資本研究センター（故宇澤弘文教授主宰）客員フェローを経て、現在はフリーライター。フリーで取材を続けながら社会問題全般に関する研究を進めている。
京都「被爆二世・三世の会」世話人、兵庫県丹波篠山市原子力災害対策検討委員を兼任。
2011年3月11日以降、福島原発事故取材と放射線防護に専念している。各地で放射線防護と原子力災害対策の講演を行い、丹波篠山市では安定ヨウ素剤の事前配布を実現。ヨーロッパでも度々講演し、日本からの原発輸出が計画されているトルコに4回訪問している。
ブログ「明日に向けて」で情報を発信。

## 著作
- 『原発からの命の守り方』（	2015年 海象社）
- 『内部被曝』（2012年 岩波ブックレット 共著、矢ヶ﨑克馬 著 ）
- 『放射線副読本すっきり読み解きBOOK』（2019年 にょきにょきプロジェクトメンバーとの共著）